# Galvanotypi
Galvanotypi eller elektrotypi är en metod för bildreproduktion, uppfunnen 1837, där man använder elektrolytisk (galvanisk) teknik för att skapa en metallplåt för boktryck, ett så kallat klichéduplikat. Galvanogtypi är besläktad med den yngre metoden galvanografi och har fått sitt namn efter den italienska läkaren Luigi Galvani.  
Metoden innebär att man gjuter av originalmotivet i kartong, vax eller plast. Denna form görs sedan ledande med grafitdamm och sänkts ned i ett galvaniskt bad. Med hjälp av elektrolys bildas då en tunn kopparfilm som sedan tas loss och förstärks med bly, vilket blir till en tryckplåt som kan användas som kliché vid bok- eller koppartryck. Metoden användes bland annat vid tryckning av sedlar. 